# 熊本信用金庫
熊本信用金庫（くまもとしんようきんこ）は、熊本県熊本市中央区に本店を置く信用金庫。通称「くましん」。

## 概要

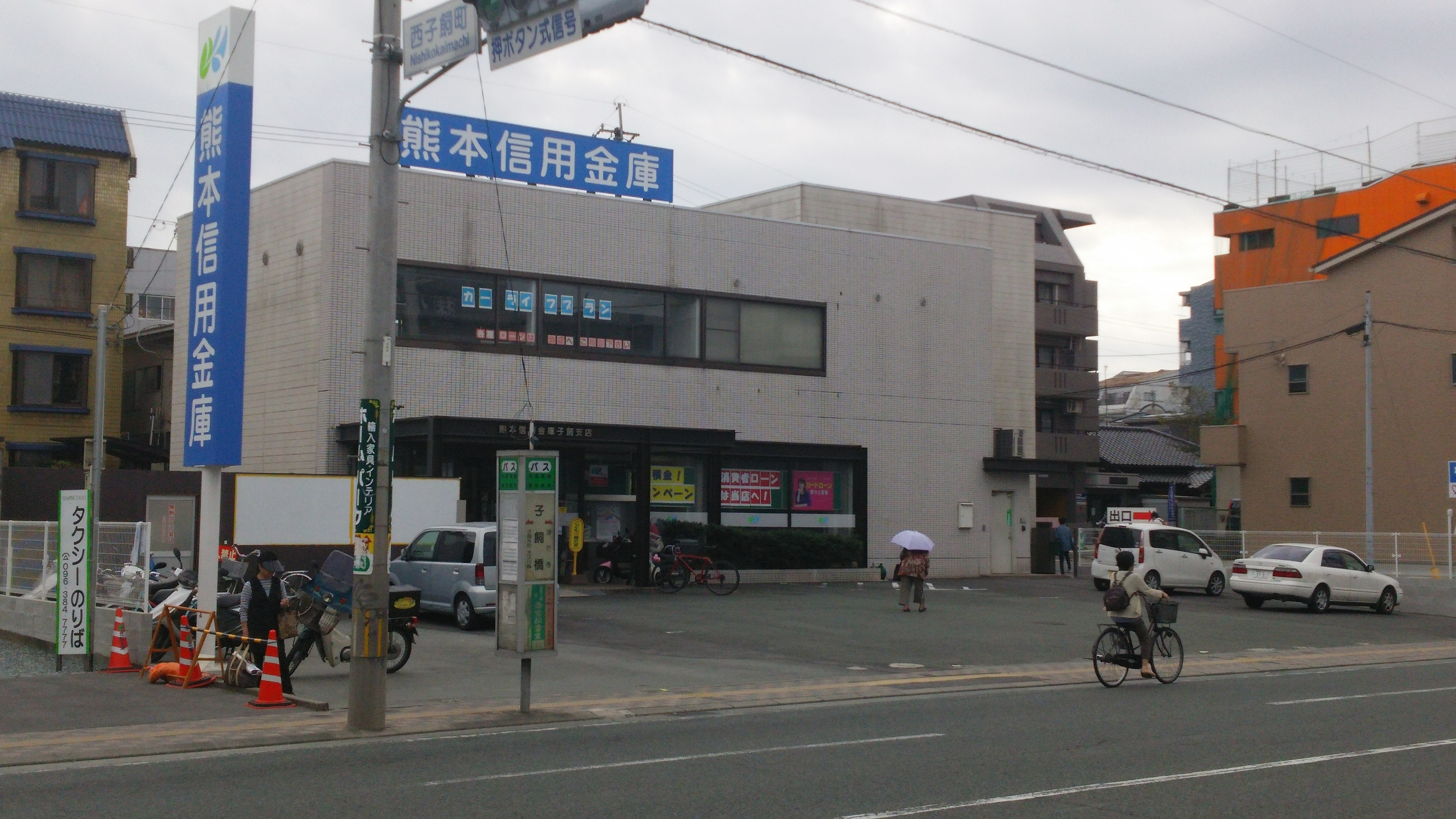
子飼支店（熊本市中央区）

熊本県内の4信金のうち、熊本市内には天草信金を除く3つの信用金庫（熊本・熊本第一・熊本中央）の本店を構える競合地域である。
営業基盤は熊本市が中心で、支店のほとんどは熊本市内に分布する。この他合志市、菊陽町、宇土市に1店舗ずつ支店を構える。

## 沿革
- 1923年8月 - 有限責任熊本市信用組合として設立。
- 1934年1月 - 産業組合法に基づき「有限責任熊本市昭和信用組合」に改組。
- 1943年4月 - 市街地信用組合法に基づき「熊本市昭和信用組合」に改組。
- 1948年10月 - 「熊本市信用組合」に改称。
- 1950年4月 - 中小企業等信用組合法に基づき改組。
- 1951年10月 - 信用金庫法に基づき「熊本市信用金庫」に改称。
- 1962年10月 - 「熊本信用金庫」に改称。
- 2025年4月14日 - この日から磁気の影響を受けにくい新しい通帳（Hi-Co通帳）を取扱開始した(Hi-Co通帳に対応していない信用金庫ATMではHi-Co通帳は使えない。)[1]。